# 灵魂摆渡
《灵魂摆渡》是中国国内首部灵异题材网络剧，共3季，由爱奇艺出资自制播出，是一部集灵异，悬疑，温情为一体的电视剧，该剧由大型传奇抗日剧《打狗棍》原班人马打造  ，並由毅、刘智扬、肖茵领衔主演。第一季於2014年2月28日在爱奇艺、PPS网络網上播出 。第二季2015年10月30日于爱奇艺播出。最後一季《灵魂摆渡》第三季2016年11月4日于爱奇艺播出。
该电视剧以一位能看得见鬼的男主角夏冬青的视角，讲述了与灵魂摆渡人赵吏和王小亚之间的故事。剧中出现形形色色，各种各样的鬼魂，他们各自又有各自不同的盘旋于世不愿离开的理由，而男主角在与其周旋中，也陷入了另一个棋局。
2016年1月中旬，第二季曾被广电总局勒令全网下架，後刪了部分戲份后重新上線。。

## 剧情概要
夏冬青（刘智扬饰）是一名刚大学毕业准备考研的大学生，性格孤僻没有朋友，他有一双能看见鬼的眼睛。直到有一天，找到了一份在444号便利店当夜班服务员的工作，遇到了老板赵吏（毅饰）和女大学生王小亚（肖茵饰），三人一起经历了很多，形形色色的鬼和种种危险，从而建立了深厚的感情。然而他却陷入了另一个棋局

## 演员表

### 第一季
| 演员   | 角色     | 简介                                                                                    | 登場集數 |
| ------ | -------- | --------------------------------------------------------------------------------------- | -------- |
| 刘智扬 | 夏冬青   | 第一季夏冬青是一个刚毕业的大学生准备考研，眼睛能看见鬼。 第二季夏冬青是研究生一年級學生 |          |
| 毅     | 赵吏     | 444号便利店的老板。                                                                     |          |
| 肖茵   | 王小亚   | 暗恋夏冬青的女学生。                                                                    |          |
| 陳潔   | 冥王茶茶 | 冥界最高統治者，趙吏上司。                                                              |          |
| 劉芊含 | 楊玉環   |                                                                                         |          |
| 巨興茂 | 饕餮     |                                                                                         |          |

### 第二季
| 演员   | 角色       | 简介                           | 登場集數 |
| ------ | ---------- | ------------------------------ | -------- |
| 刘智扬 | 夏冬青     | 第二季夏冬青是研究生一年級學生 |          |
| 毅     | 赵吏       | 灵魂摆渡人。                   |          |
| 肖茵   | 婭         | 九天玄女。                     |          |
| 宣璐   | 翡翠       | 藥師。                         |          |
| 宣璐   | 琥珀       | 崑崙天女。                     |          |
| 陳潔   | 冥王茶茶   | 冥界最高統治者，趙吏上司。     |          |
| 杨紫   | 文秀       | 客串                           |          |
| 马可   | 夏冬青室友 | 客串                           |          |
| 柴浩偉 | 小青       |                                |          |
| 信鵬   | 周曉輝     |                                |          |
| 趙蕙梓 | 白素貞     |                                |          |
| 張娜   | 女鬼小倩   |                                |          |
| 卢星宇 | 树先生     |                                |          |

### 第三季
| 演员   | 角色     | 简介                       | 登場集數 |
| ------ | -------- | -------------------------- | -------- |
| 刘智扬 | 夏冬青   | 赵吏的契人。               |          |
| 毅     | 赵吏     | 灵魂摆渡人。               |          |
| 肖茵   | 婭       | 九天玄女。                 |          |
| 宣璐   | 翡翠     | 藥師。                     |          |
| 宣璐   | 琥珀     | 崑崙天女。                 |          |
| 陳潔   | 冥王茶茶 | 冥界最高統治者，趙吏上司。 |          |
| 信鵬   | 周曉輝   | 詹姆斯周，趙吏的同事。     |          |
| 王夢婷 | 織女     |                            |          |
| 何花   | 黃水仙   |                            |          |

## 分集劇情

### 第一季
| 集數 | 標題            |
| --- | --------------- |
| 1 | 444號便利店     |
| 2 | 鬼探            |
| 孔小龍是一名警察，也是一個臥底。結果被毒梟老大發現身份，擊斃於山頂。孔小龍警校還沒畢業就被選中去做臥底，最希望的事便是把毒梟繩之於法。夏冬青幫助他從趙吏手底逃脫，趙吏因此變了一個面目。兩人決裂。小龍找到冬青，希望他能幫助自己。冬青先跟小龍回了家，在床底下找到牛皮紙袋子，被小龍父親識破。小龍父親是個刑警，但不信冬青能見鬼的言論，小龍亦說瞞不住，實話實說。冬青用小龍的口吻跟小龍父親講述了小龍的心裡話，而牛皮紙袋子裡裝的，正是小龍從上警校開始寫給父親的一封封信。小龍的父母老淚縱橫，小龍則坐在二老腳下，與父母深情相擁。小龍帶冬青找到出租屋，將沖水馬桶水箱裡藏匿的證據翻出，準備離開時遇見毒梟手下。在逃跑的過程中，趙吏及時出現，解救了二人，隨後警察趕到，將毒梟抓獲。冬青和趙吏恢復關係，將小龍送走後，冬青繼續在便利店工作。 |                 |
| 3 | 色诫            |
| 曉雪是一個長相平凡到甚至很不起眼的女孩，為此她遭到別人的嘲笑，甚至在一起多年的男友也對自己提不起性趣。在遭受了種種挫敗後，她無意間在網上看到了可以讓自己變漂亮的方法，於是她開始奉養小狐仙，之後自己果然越變越好看，她嚐到了成為美女的種種好處，為了能得到更好的效果她甚至用鮮血去與小狐仙簽訂了共生契約。而所謂的小狐仙其實是趙吏口中的“藥”，它們寄生於人體，以人類的貪婪、虛榮、嫉妒為食。而隨著藥與人融合的加劇，它帶給曉雪的副作用也開始顯現，曉雪在夜晚是光彩照人的美女，而在白天卻是又老又醜的樣子。意識到這種變化的曉雪去向冬青求助，趙吏說自己可以幫助她徹底剝離她與藥，使她恢復到原來的模樣，但她卻已經在虛榮的道路上走得太遠，根本放不下這副美麗的皮囊，儘管那種畸形的美麗只存在於短短的夜間，“寧可做一時的女王，也不願一世的平庸”，最終她拋棄了親情、愛情、友情，在兩種極端的身份之間遊走、迷失…… |                 |
| 4 | 鬼上床          |
| 青青是一個服裝設計師，她經常去民間蒐集一些民俗物品以獲取設計靈感。但在一次從外地搜到一雙繡花小鞋帶回家後，家裡卻發生了種種靈異事件，而這一切似乎都與自己的丈夫有關。終於有一天她趁丈夫不備，拿到了他的鑰匙，打開了自己一直進不去的那道門，卻看到了丈夫在祭養那個一直困擾著自己的名叫艷豔的女鬼。她在絕望和恐懼中跑出了家門，因避雨進入了444號便利店，從而認識了冬青、小亞和趙吏，並帶他們回家解救被女鬼迷惑的丈夫。在知道了丈夫是通過燃燒犀角而與鬼相通後，她憤怒地要扔了價值連城的犀角，卻在最後得知了整件事的真相：家裡的確有鬼，但並不是艷艷，而是她自己。原來青青在得到那雙繡花小鞋後歸來的車上遭遇了車禍而死亡，而她的魂魄卻藉著那雙鞋回到了家，丈夫蘇粵為了能繼續與妻子的鬼魂廝守從古籍中找到了燃犀角的方法。而青青自己卻接受不了自己已經是個鬼魂的現實，從而幻想出了一個叫艷豔的女鬼來為自己解釋家中的一切異象。最終在蘇粵的執念下，趙吏沒有帶走青青的鬼魂，讓他們繼續相守。                                                          |                 |
| 5 | 懸劍            |
| 丁小雨是一個滿懷正義的女記者，她原本是在網上通過微博賬號“懸劍”揭露社會的黑暗面，卻不料被人人肉出來從而引發軒然大波。她因此丟了工作，並且自己也深陷危險之中。夏冬青在公交車上與小雨偶遇，並預見了她的死亡，在得知她的身份以及所作所為後，決定找到她幫她化解這次死劫，卻終究晚了一步，丁小雨被黑暗勢力殺害並偽造成了自殺，還拿走了她未來得及公開的犯罪證據。冬青帶著小雨的魂魄回到444號便利店，在趙吏的幫助下小雨聯繫上了她的男朋友，讓他代替自己公開了那些證據，將犯罪者繩之以法，讓小雨不帶遺憾安然離去。此後，“懸劍”的微博賬號成為了記者群的一個公用賬號，所有還有著正義之心的人們繼承了小雨的遺志，繼續伸張著社會的正義。 |                 |
| 6 | 宿舍凶靈（上）  |
| 小亞所在的大學發生了男生王宇跳樓自殺的離奇命案。在大家都以為這只是自殺時，小亞和她的幾個姐妹卻知道事情並非這麼簡單，因為在自殺案發生前，她們幾個女生探險過傳說有紅衣學姐鬼魂的404宿舍，並通過碟仙請出了紅衣學姐，其間周潔請求紅衣學姐讓自己能與執意分手的王宇複合，幾個女生還因觸怒紅衣學姐而遭遇危險，最終多虧突然感到的學校胡教授才化解了危險。而王宇自殺後，周潔也陷入莫名的昏睡，感到事態嚴重的小亞請冬青前往學校一探究竟。 |                 |
| 7 | 宿舍凶靈（下）  |
| 冬青在王宇鬼魂的指引下來到已被封鎖的404宿舍，卻在紅衣學姐的蠱惑下差點跳樓身亡，幸被及時趕到的趙吏解救，還通過一支遺落在現場的鋼筆推測出此事與胡教授有莫大關係。原來，多年之前，紅衣學姐呂紅曾與胡教授是戀人，但這段師生之戀卻不為當時所容，當年的胡教授迫於各種壓力對呂紅遭遇的種種責難保持沉默，終導致呂紅跳樓身亡，並化為厲鬼滯留於404宿舍，引發了後來的多宗自殺。多年來，胡教授對此事耿耿於懷，最終，胡教授在危急關頭替紅衣學姐擋下了趙吏的子彈，用真情化解了紅衣學姐的怨念，紅衣學姐重新變回了善良的呂紅，宿舍凶靈化解，學校重歸安寧。 |                 |
| 8 | 贖罪            |
| 為了報仇而殺人的老王20年刑滿釋放，巧遇一個熱心人驅車送他回家，看似平靜美好的背後，卻隱藏著巨大殺機。而被老王槍殺的鬼魂林志文，原本在地府有著大好前途，卻突然逃到人間找到夏冬青，這又是為何？原來那個熱心人就是林志文的孿生弟弟林志武，他正醞釀著一個複仇計劃，而林志文則正是趕來求助夏冬青去阻止自己的弟弟。在罪惡的炸彈即將引爆之前，借助著銷魂刀的力量，林志文、林志武、王艷這幾個前世糾纏的靈魂再度相遇，會牽引出當年怎樣的內幕，兄弟間又有著怎樣恩怨情仇，而這一次又會是一個什麼結局？ |                 |
| 9 | 奇蹟            |
| 本故事的女主角是一個編輯工作者，但是她的夢想卻是完成一本自己的小說，出版一本是自己寫的小說。在他的小說裡描寫著這樣的一個男子，高瘦穿著雪白的襯衫，每天的8點30分和她在過馬路的地方遇見相視一笑。現實中她真的遇到了這樣的男子。於是她請了假想問這個男子是否有女朋友，是否可以做自己的男朋友。但是她等了一天也沒等到那個男子。一年後，某個晚上她來到了444便利店買關東煮，冬青看到了站在她背後的男生，那個男生請求冬青的幫助， 但是卻怎麼都想不起來有關於自己的一切。她辭掉了編輯部的工作，準備回家相親結婚。這時候冬青找到了她，想說清這個靈的存在，但是她不相信。終於冬青他們發現原來這個男子並不是鬼這麼簡單。 |                 |
| 10 | 北京一夜        |
| 一個名叫彩琴的鬼魂死了已有六十多年卻不願去投胎轉世，每年都會有特定的兩天來到444號便利店所在的位置來等待一個跟冬青長得很像的叫“阿金”的年輕男子，因為阿金跟她約定了從戰場歸來後會在此地重逢。冬青跟小亞被其執著所感動，遂去尋訪有關阿金的線索，卻得知阿金早在七十年前就已犧牲在了戰場。兩人為了一償彩琴的夙願，便由冬青扮作阿金與彩琴重逢，為她剪短了頭髮，還帶她遊覽了已變作北京的北平城，彩琴心裡卻知道眼前的人並不是阿金，也意識到自己早已死去，在得知阿金沒有赴約是因為早已犧牲後，當第二天曙光初現時，彩琴悄然離去，她不再只是等待，而是要去尋回自己的戀人，無論多遠也不管多久。 |                 |
| 11 | 鬼節來客        |
| 一年一度的中元節，鬼市大開，群鬼夜行。冬青卻被一個機靈可愛的女鬼纏上了，被她上身吻了小亞，還迫於無奈把她帶去鬼市。在遭遇了一場搞笑的鬼市打劫後才知道這個裝得楚楚可憐的女鬼竟是冥王阿茶，她受琴聲吸引來到人間，尋找那個彈琴人，然而在避開重重鬼差後找到了彈琴人之後，那個盲眼的男孩卻並未如阿茶所想的一樣願意跟她去到無憂無慮的地府，阿茶勸說無果，傷心之下欲強行帶走男孩卻被冬青示意阻止，在聽完男孩特意為自己彈奏的一曲琴曲後，阿茶心結消解，知道世事不可強求，略帶遺憾地回歸地府。 |                 |
| 12 | 冷血            |
| 一覺醒來，冬青發現自己居然跟趙吏互換了身體，為了能換回來，趙吏想到了找山神幫忙，找到山神後才知道由於人類開山採礦，山神得不到原有的供養，如今已至油盡燈枯的地步。山神耗盡最後的靈力幫助兩人換回了身體，只求兩人答應幫小山找到他在礦難中下落不明的父親王建山。兩人正在毫無頭緒時，王建山全身結冰的鬼魂卻自己找上門來了，兩人查證方知，原來王建山是礦難的第十個遇難者，各級官員為了利益要求小山的母親不要公開這個消息，並為母子二人許下諸多好處。小山母親為了兒子的未來忍痛答應，又出於對丈夫的思念而將王建山的屍體長期冰凍起來，多年來獨自忍受著各方的猜疑和誤解。王建山在得知這一切後，為了小山母子，他放棄了轉世投胎，寧願繼續忍受著徹骨的冰凍，一身冷血流經的卻是一顆熾熱的父親之心。 |                 |
| 13 | 粉兔            |
| 小亞最近經常夢見一雙紅色的眼睛，而此時便利店也在售賣各種大小不一的玩偶，小亞還玩笑一般將兔子耳朵的發卡夾在夏冬青頭上。小亞離開便利店的時候，在離門最近的貨架上發現了一個粉色的兔子，通紅的眼睛直勾勾望著小亞，不禁心裡一驚。小亞走後，冬青從電視中聽說最近有連環殺手專門對女生下手，先殺後姦，還給她們穿玩偶的衣服。小亞回家路上感覺有人跟隨，後出現一個男生，自稱小新，和小亞住同一個小區同一幢樓，送小亞回家。洗澡後的小亞聽到有敲門聲，還有雙紅色的眼睛，起來後發現似乎是幻覺，但電視被消音。第二日小亞在圖書館又遇到小新，兩人還是校友，小亞拍了小新的照片。小亞來到便利店將昨晚和小新的事說給冬青，還把照片給他看，但手機上卻什麼都沒有。冬青表示小亞想多了，小亞憤然離去。趙吏在貨架上翻找不到粉色兔子便問冬青是否賣出，冬青開始聯想，覺得粉兔是化靈的連環殺手，而小亞有危險。小亞生氣便不接冬青電話，剛巧此時小新出現，一起走路的時候，冬青趕來，準備帶小亞走，卻被襲擊。小亞被穿上玩偶服，一個戴白色面具的變態男子才是真正的連環殺手 |                 |
| 14 | 畫中仙          |
| 王小亞偶遇以前去日本的朋友胡明並，發現他失魂落魄、狼狽不堪。夏冬青偶然得到了胡明視如珍寶的一幅畫，他發覺這幅畫中有胡明的秘密。夏冬青將畫拿回家中，發現畫中畫著一個唐代美女，不知不覺中，夏冬青進入畫中，發現眼前出現了一個絕世美女，口口聲聲叫著他“三郎”，夏冬青流連於畫中的生活不願歸去。王小亞發現夏冬青幾天沒來上班覺得異常，請趙吏來幫忙，兩人來到夏冬青家中，看到了那幅神秘的“霓裳羽衣圖”，趙吏說這幅畫是用楊貴妃的骨血製作，畫與楊貴妃的精魂相溶，冬青正在被楊貴妃的鬼魂吸收精氣很危險。最終趙吏進入畫中救出了迷途知返的夏冬青。 |                 |
| 15 | 旅途中的男人    |
| 一個剛從旅途中歸來的男人回到自己居住的城市，卻發現城市裡一個人都沒有，回到家中也看不到自己的老婆，無奈之下只得來到444號便利店求助於他能看見的趙吏和夏冬青，卻被告知自己其實已經死了。男人非常悔恨，原來他是一個畫家，喜歡畫花，為了尋找世界上最美的花離家踏上了旅程。當他發現懸崖邊一朵最美麗的花時卻跌落山崖摔死。男人至此方領悟到其實最美的花是家中愛他想他的妻子。在趙吏和夏冬青的幫助下，男人回到家中為妻子畫下了最後一幅畫，畫中的鮮花活了起來，另整個房間充滿春意。 |                 |
| 16 | 借屍            |
| 一個追求完美的話劇女導演正在排演話劇《羅密歐與朱麗葉》卻苦於找不到自己理想中的朱麗葉的合適人選。在上衛生間的時候，女導演偶然發現了一個暈倒的女孩和自己想像中的朱麗葉一模一樣於是邀她出演自己的話劇。於此同時，同一個城市的一間停屍房裡卻丟失了一句少女屍體。原來很多年前，女導演的父親曾經和一位男性好友深愛，但是他卻因為世俗的觀念選擇了女導演的母親。男性好友深受傷害，在出演羅密歐一角時自殺身亡。時隔多年，他卻藉一具少女的屍體還魂來復仇。最終在話劇上演的時刻，女導演一家發現了這個事實，女導演父親的道歉和趙吏等人的干涉都沒有能阻止好友。在女導演想開車撞死好基友的時候，卻發生了車禍。好友在女導演身亡的一霎那間附上了她的身體，從此永遠留在情人的身邊，正應了那句話：女兒永遠是爸爸的小情人。 |                 |
| 17 | 五公子          |
| 444號便利店旁邊新開了一家奇怪的會所叫“五樓”，每次只接待一位客人，還要求客人在進食美食之前先要沐浴更衣。儘管如此，還是有人禁不住美食的誘惑進入這間神秘會所。會所的老闆五公子，有天晚上來到便利店給夏冬青吃了一種特別的關東煮，之後夏冬青再吃任何東西都覺得食之無味。五公子後來還給夏冬青送了好吃的包子，並誠意邀請他加入“五樓”工作。第二天夏冬青和趙吏因為一點小事吵翻了，夏冬青辭職去“五樓”工作，卻發現了“五樓”的驚天秘密：原來這是一家割客人自己的肉再做成美食讓客人自己吃的恐怖地方。冬青被嚇壞了正要離開卻被五公子抓住，五公子說他的眼睛很特別，要吃掉他的眼睛。危機關頭，趙吏出現，揭穿了五公子的真面目，但五公子卻說自己不算殘忍，人類什麼都吃才是最殘忍的。最終趙吏和小亞用龍尿和警察制服了五公子，他只好逃之夭夭了。 |                 |
| 18 | 夕陽炒飯        |
| 夏冬青在幫一個鬼老頭買滷煮的路上發現了一對老夫妻，老頭是活人，老太太是鬼，靜靜坐在老頭身邊。老頭突然犯心臟病暈倒，夏冬青幫著老太太將老頭送到醫院，卻發現老頭的女兒和老頭兩個人非常不和。老頭的外孫女是個夜店女青年，她約冬青去喝酒並告訴他自己的姥姥不是親姥姥而是姥爺後娶的，真因為如此，自己的媽媽才和姥姥、姥爺不和，其實姥姥非常疼愛媽媽的。在老太太和女青年的央求下，冬青答應幫他們的忙，學做姥姥的拿手好菜夕陽炒飯做給姥爺和媽媽吃。最終在熟悉的味道中一家人達成和解。女青年感謝夏冬青，同時告訴他她用塔羅牌為他占卜出不久將有凶兆。 |                 |
| 19 | Love of my life |
| 一對母女正在過馬路卻被一輛車撞到倒在血泊中，兩人的鬼魂來到便利店，這個媽媽叫阿寶，她見到趙吏說：沒想到還能再見到你。原來阿寶是趙吏以前的戀人，但鬼差不能與人相戀，因此後來趙吏離開了。阿寶跟趙吏說其實她不是女孩的媽媽，只是她的舞蹈老師。女孩的爸爸躺在醫院裡是植物人，所以她收留了女孩並教她跳舞。阿寶拜託趙吏救活女孩的爸爸並帶他來見女孩的最後一面。趙吏按照阿寶說的做了，但小女孩的爸爸卻拔掉了輸液的管子結束了自己的生命只為能和女兒在一起。女孩在舞台上為爸爸表演自己的舞蹈，爸爸的靈魂拿著鮮花走上舞台，他說能與愛的人在一起最好。這句話觸動了趙吏，趙吏也走上舞台向女孩借了一隻玫瑰送給了阿寶，兩人相擁在一起。 |                 |
| 20 | 瓶中            |
| 夏冬青早上醒來發現自己變成了一個叫趙吏的人，是一家公司的大老闆，有一個懷孕的美麗妻子茵茵，還常常和自己的秘書亂搞。夏冬青怎麼也想不起自己是誰，但是又對一切感到很陌生，直到他來到444號便利店發現了一個夜班服務員夏冬青，這個服務員告訴他自己是個孤兒，卻有一雙能看見鬼的眼睛。夏冬青來到孤兒院來尋找自己的記憶，終於將一切都想起，原來自己小時候是個瞎子，卻有一個能看見鬼的妹妹。後來父母和妹妹在一場車禍中都死了，冬青在孤兒院碰到了一個叫趙吏的人，趙吏讓妹妹進入自己的體內，從此自己的眼睛就能看見了，但也就此成為了陰陽眼。夏冬青來到便利店與趙吏理論，從便利店倉庫的門進入了另一個世界，在那裡王小亞正在看一個瓶子，並告訴冬青剛才發生的一切都在這個瓶子當中。王小亞和趙吏將冬青帶到天上，告訴他其實他們是九天玄女和鬼差，並說以後還會來找他。夏冬青猛地從夢中醒來，郵箱裡收到了444號便利店的聘用通知。 |                 |

## 相关作品
- 剧场版《灵魂摆渡之风华绝代》：2016年11月4日播出，由北京完美建信影视出品，小吉祥天编剧，巨兴茂执导，于毅、岳丽娜、何花、杨昆、倪虹洁主演。
- 网络电影《灵魂摆渡·黄泉篇》：2018年2月1日在爱奇艺网络平台上映，由北京完美建信影视文化有限公司、爱奇艺等联合出品，小吉祥天编剧，巨兴茂执导，于毅、何花、王瑞昌、岳丽娜、倪虹洁、巨兴茂、鲁佳妮出演。2019年1月12日在第三届金骨朵网络影视盛典上获得年度人气网络电影奖。
- 网络电影《灵魂摆渡·楚歌篇》